# Bhutáni ngultrum
A ngultrum (dzongkha nyelven: དངུལ་ཀྲམ, devizajel: Nu., devizakód: BTN) Bhután hivatalos pénzneme. Árfolyama egy az egyhez az indiai rúpiához van rögzítve.
A pénznemet 1974-ben vezették be, az érméket pedig 1979-ben.

## Érmék
| 20 chhertum | 22 mm    | 1,8 mm | 4,5 g | földet művelő ember "ཀུན་ལ་བཟའ་བདུང" (ételt mindenkinek) | "འབྲུག BHUTAN CHETRUMS 20 ཕྱེད་ཏམ", Bhután címere                 | 1974 | forgalomban |
| 25 chhertum | 22,2 mm  | 1,8 mm | 4,6 g | aranyhalak, "ROYAL GOVERNMENT OF BHUTAN"               | az ország címerének egy részlete, " ཕྱེད་ཏམ་ཉརེ་འྔ" (25 chhertum) | 1979 | forgalomban |
| 50 chhertum | 25,85 mm | 1,8 mm | 6,9 g | buddhista szimbólum, "ROYAL GOVERNMENT OF BHUTAN"      | "ཕྱེད་ཏམ་ལྔབ" (50 chhertum)                                      | 1979 | forgalomban |
| 1 ngultrum  | 27,95 mm | 1,7 mm | 8,2 g | Bhután címere, "ROYAL GOVERNMENT OF BHUTAN"            | "དངུལ་ཀྲམ་གནྑག" (1 ngultrum)                                     | 1979 | forgalomban |

## Bankjegyek
| Érték         | Méret       | szín         | Leírás                                                                   | Leírás                                                 | Leírás                                         | Dátumok   | Dátumok            |
| Érték         | Méret       | szín         | Előlap                                                                   | Hátlap                                                 | Vízjel                                         | nyomtatás | kibocsátás         |
| ------------- | ----------- | ------------ | ------------------------------------------------------------------------ | ------------------------------------------------------ | ---------------------------------------------- | --------- | ------------------ |
| 1 ngultrum    | 120 x 60 mm | kék          | sárkányok                                                                | Simtokha Dzong                                         | nincs                                          | 2006      | 2006. november 20. |
| 5 ngultrum    | 125 x 60 mm | narancssárga | 2 misztikus madár (Bja Tshering)                                         | Paro Rinpung Dzong                                     | "Királyi Pénzügyi Hatóság"                     | 2006      | 2006. november 20. |
| 10 ngultrum   | 125 x 65 mm | bíbor        | a kormány logója, Dungkar, Jigme Singye Wangchuck                        | Paro Rinpung Dzong                                     | "Királyi Pénzügyi Hatóság"                     | 2006      | 2007               |
| 20 ngultrum   | 130 x 65 mm | sárgászöld   | a kormány logója, Khorlo, Dzsigme Keszar Namgyal Vangcsuk bhutáni király | Punakha Dzong                                          | "Királyi Pénzügyi Hatóság"                     | 2006      | 2006. november 20. |
| 50 ngultrum   | 145 x 70 mm | rózsaszín    | a kormány logója, Khorlo, Dzsigme Keszar Namgyal Vangcsuk bhutáni király | Trongsa Dzong, két természetfeletti madár Bja Tshering | "Királyi Pénzügyi Hatóság"                     | 2008      | 2008. november 6.  |
| 100 ngultrum  | 145 x 70 mm | zöld         | Norbu Rimpochhe, Dzsigme Keszar Namgyal Vangcsuk bhutáni király          | Tashichho Dzong                                        | Crossed Dorji (Dorji jardrum)                  | 2006      | 2007               |
| 500 ngultrum  | 155 x 70 mm | piros        | Norbu Rimpochhe két sárkánnyal, Ugyen Wangchuck                          | Punakha Dzong                                          | Crossed Dorji (Dorji jardrum)                  | 2006      | 2006. november 20. |
| 1000 ngultrum | 165 x 70 mm | sárga        | Dzsigme Keszar Namgyal Vangcsuk bhutáni király                           | Tashichho Dzong                                        | Dzsigme Keszar Namgyal Vangcsuk bhutáni király | 2008      | 2008. november 6.  |

### Emlékbankjegyek
2016. szeptember 21-én 1000 ngultrumos emlékbankjegyet bocsátottak ki a herceg születése alkalmából.